# Auto Cub
Auto Cub war eine US-amerikanische Automobilmarke.

## Beschreibung
Randall Products aus Hampton (New Hampshire) stellte 1956 einige Automobile her, die als Auto Cub vermarktet wurden.
Beim Auto Cub handelte es sich um eine simple, einsitzige Sperrholzkiste auf vier Rädern. Hinten war ein Einzylindermotor von Briggs & Stratton oder Clinton eingebaut, der 1,6 bhp (1,2 kW) Leistung lieferte. Gelenkt wurde mit einem Lenkstock. Der Wagen war 1295 mm lang und wog 52 kg. Der Verkaufspreis lag bei US$ 170,–.